# Comusia metallica
Comusia metallica är en skalbaggsart som beskrevs av Holzschuh 2005. Comusia metallica ingår i släktet Comusia och familjen långhorningar. Inga underarter finns listade i Catalogue of Life.